# Boldyn Ganchajcz
Boldyn Ganchajcz (mong. Болдын Ганхайч; ur. 21 lutego 1995) – mongolska judoczka. Olimpijka z Tokio 2020, gdzie zajęła dziewiąte miejsce w wadze półśredniej.
Brązowa medalistka mistrzostw świata w 2025; siódma w 2019; uczestniczka zawodów w 2017, 2018, 2021, 2022 i  2024. Startowała w Pucharze Świata w 2019. Piąta na igrzyskach azjatyckich w 2018. Mistrzyni Azji w 2022, druga w 2019 i 2024; trzecia w 2017. Siódma na igrzyskach wojskowych w 2019 roku.

## Letnie Igrzyska Olimpijskie 2020
| Konkurencja | Eliminacje                   | Eliminacje              | Klas. końcowa |
| Konkurencja | Przeciwnik I                 | Przeciwnik II           | Miejsce       |
| ----------- | ---------------------------- | ----------------------- | ------------- |
| 63 kg       | Prisca Awiti Alcaraz (MEX) Z | Ketleyn Quadros (BRA) P | 9.            |